# Nhóm ngôn ngữ gốc Balt
Nhóm ngôn ngữ Balt là một nhóm ngôn ngữ trong nhánh Balt-Slav của ngữ hệ Ấn-Âu. Nhón ngôn ngữ Balt là tiếng nói của các dân tộc Balt, ngày nay sống ở khu vực phía đông và đông nam của biển Balt.
Các học giả thường xem nhóm này là một ngữ tộc gồm hai nhánh: Balt Tây (gồm toàn ngôn ngữ tuyệt chủng) và Balt Đông (gồm hai thứ tiếng còn tồn tại, tiếng Litva và tiếng Latvia). Phạm vi ảnh hưởng của nhóm Balt Đông có lẽ có thời từng chạm đến tận dãy Ural, nhưng tính xác thực của điều này còn chịu nhiều ngờ vực.
Tiếng Phổ cổ, một ngôn ngữ Balt Tây biến mất vào thế kỷ XVIII, được coi là mang nhiều nét nguyên thủy nhất nhóm Balt.